# Manneken Pis (filme)
Manneken Pis é um filme de comédia dramática belga de 1995 dirigido por Frank Van Passel e escrito por Christophe Dirickx.
Foi selecionado como representante da Bélgica à edição do Oscar 1996, organizada pela Academia de Artes e Ciências Cinematográficas.

## Elenco
- Frank Vercruyssen - Harry
- Antje de Boeck - Jeanne
- Ann Petersen - Denise
- Wim Opbrouck - Bert